# Palaeomolis issyka
Palaeomolis issyka är en fjärilsart som beskrevs av Otto Staudinger 1889. Palaeomolis issyka ingår i släktet Palaeomolis och familjen björnspinnare. Inga underarter finns listade i Catalogue of Life.